# Alton Parker
Pour les articles homonymes, voir Parker.
 (mai 2019).
Si vous disposez d'ouvrages ou d'articles de référence ou si vous connaissez des sites web de qualité traitant du thème abordé ici, merci de compléter l'article en donnant les références utiles à sa vérifiabilité et en les liant à la section « Notes et références ».
Alton Brooks Parker (14 mai 1852 – 10 mai 1926) était un avocat, un juge et un homme politique américain, candidat démocrate à l'élection présidentielle de 1904.

## Biographie
Parker est né à Cortland, dans l'État de New York. Avocat à Kingston, dans l'État de New York, il est juge de la Cour Suprême de l'état de 1885 à 1889 puis juge de la Cour d'Appel de 1897 à 1904.
Proche du démocrate conservateur David Bennett Hill, Parker est le candidat démocrate à l'élection présidentielle de 1904.
Il est soutenu par les conservateurs démocrates comme l'ancien président Grover Cleveland. Ce dernier avait été marginalisé dans le parti à la suite du choix du populiste et radical William Jennings Bryan comme candidat démocrate en 1896 et 1900.
Parker était un candidat acceptable pour les deux tendances, populistes et conservateurs, du parti démocrate.
Mais face au populaire président Theodore Roosevelt, Parker fut laminé aux élections avec seulement 37,59 % des voix et 140 grands électeurs (acquis dans les seuls états du sud) contre 56,42 % des suffrages et 336 grands électeurs au président républicain.
- Notices d'autorité :   - VIAF
  - LCCN
  - GND
  - Israël
  - WorldCat